# Полтавцев, Павел Викторович
Па́вел Ви́кторович Полта́вцев (род. 29 августа 1989 года, Новотроицк, СССР) — российский пловец — паралимпиец. Чемпион летних Паралимпийских игр 2012, двукратный чемпион мира, заслуженный мастер спорта России по плаванию среди спортсменов с поражением опорно-двигательного аппарата (ПОДА).

## Биография
Павел Полтавцев родился 29 августа 1989 года в Новотроицке. Начал заниматься плаванием в 8 лет по совету врачей. С 2004 года начал тренироваться под руководством Ольги Байдаловой в новотроицком бассейне "Волна". С 2008 года выступает за паралимпийскую сборную России. На чемпионате мира на короткой воде 2009 стал чемпионом мира на 100 метров брассом и бронзовым призёром в эстафете 4×100 метров комплексом. В следующем году, стал чемпионом мира на той же дистанции и серебряным призёром в эстафете. 11 февраля 2012 года у Павла умерла мама и по этой причине он приостановил тренировки до июня. На Паралимпиаде 2012 в Лондоне он выиграл золото на 100 метров брассом с мировым рекордом. После победы в интервью он сказал: «Это медаль моей мамы. Я должен сходить к её могиле и показать это ей. Я думаю, что она будет счастлива». Также в Лондоне он выиграл серебро в эстафете 4×100 комплексом и бронзу в эстафете 4x100 вольным стилем. За высокие спортивные достижения он был удостоен ордена Дружбы и звания заслуженного мастера спорта России. В 2013 году выиграл бронзу на чемпионате мира на дистанции 100 метров брассом.

## Награды
- Орден Дружбы (10 сентября 2012 года) — за большой вклад в развитие физической культуры и спорта, высокие спортивные достижения на XIV Паралимпийских летних играх 2012 года в городе Лондоне (Великобритания)[2].
- Заслуженный мастер спорта России (2012).